# Tango argentino (película)
Tango argentino es una película documental de Argentina dirigida por Simón Feldman según su propio guion que se produjo en 1969 y que nunca se estrenó comercialmente, si bien ha sido exhibida en algunos festivales internacionales o en alguna función privada. El filme, que incluye escenas de animación montadas con imágenes de tangueros, contó con la asesoría musical de Francisco García Jiménez.

## Sinopsis
La vida de la ciudad de Buenos Aires y la historia de la música porteña desde sus orígenes, con músicos y bailarines.

## Reparto
- Astor Piazzolla
- Antonio Agri
- Oscar López Ruiz
- Kicho Díaz
- Lita y Jorge
- Quinteto Guardia Vieja
- Conjunto Negro Can de Montevideo
- Oscar Aráiz
- Juan Carlos Cedrón
- Ana Itelman
- Carmencita Calderón
- Bárbara Huguets
- Eduardo Avakian
- Chyoko
- Aníbal Troilo